# Anglais international
Anglais international (en anglais international English) est l'expression employée pour décrire la langue anglaise pratiquée par de nombreux locuteurs, non nécessairement anglophones, à travers le monde. Cette expression désigne aussi les variantes de l'anglais parlées à travers le monde ou encore une variante qui serait voulue comme anglais de référence. Il s'agit d'un exemple de langue anglaise simplifiée construite spontanément et ne violant pas les règles de l'anglais classique.

## Histoire
Depuis la colonisation et le début de la domination économique du Royaume-Uni dans l'équilibre des puissances en Europe au XIXe siècle (notamment grâce à la révolution industrielle), la langue anglaise est devenue une langue véhiculaire internationale d'abord en Europe puis dans le reste du monde. Cela s'accentua surtout après 1919, lorsque le traité de Versailles fut écrit non seulement en français, langue de la diplomatie en ce temps-là, mais aussi en anglais. Dans quelques pays colonisés, l'anglais a obtenu la position de langue officielle ; dans d'autres pays, il joue un rôle important dans la formation scolaire. 
Après la Seconde Guerre mondiale, le processus de décolonisation devient quasiment général et les États-Unis remplacent le Royaume-Uni au poste de plus grande puissance mondiale, notamment en ce qui concerne l'économie et le commerce. L'anglais devenant, où ce n'était pas encore le cas, de facto, la langue à utiliser dans ces domaines et dans ceux des relations internationales.
L'anglais ayant une double origine germanique et romane a une parenté avec l'ensemble de ces langues parlées ou étudiées par une majorité au moins relative de la population mondiale. Il est peu probable que le chinois ou à fortiori une autre langue nationale internationalisée puisse le supplanter dans ce rôle dominant.  

## Études scientifiques sur l'anglais international
Suivant Braj Kachru quelques linguistes font une différence entre :
- English in the Inner Circle (= dans ces pays, l'anglais est langue originelle et ancienne) ;
- English in the Outer Circle (= dans ces pays, l'anglais n'existe que depuis un temps relativement court, mais il a reçu le statut d'une langue officielle) ;
- English in the Expanding Circle (= dans ces pays, l'anglais joue un rôle important en tant que langue étrangère).

Les recherches linguistiques sur l'anglais international au sens de English in the Expanding Circle sont relativement récentes. Quelques linguistes qui se sont spécialisés dans ce sujet sont Jennifer Jenkins, Barbara Seidlhofer, Christiane Meierkord et Joachim Grzega.

## L'anglais international et l'éducation
Pour faciliter la communication internationale plusieurs modèles d'un anglais simplifié ont été proposés :
- le Basic English, créé par Charles Kay Ogden (et plus tard révisé par Ian Richards) dans les années 1930 (de nos jours Bill Templer se voue à la promotion du Basic English)
- le Threshold Level English, créé par van Ek et Alexander
- le Globish, par Jean-Paul Nerrière
- le Basic Global English, par Joachim Grzega

De surcroît, Randolph Quirk et Gabriele Stein ont publié l'idée d'un anglais nucléaire (Nuclear English), mais n'ont jamais développé un modèle complet.